# ペッレッツァーノ
ペッレッツァーノ（伊: Pellezzano）は、イタリア共和国カンパニア州サレルノ県にある、人口約11,000人の基礎自治体（コムーネ）。

## 地理

### 位置・広がり

#### 隣接コムーネ
隣接するコムーネは以下の通り。
- バロニッシ
- カーヴァ・デ・ティッレーニ
- サレルノ

## 行政

### 分離集落
ペッレッツァーノには、以下の分離集落（フラツィオーネ）がある。
- Capriglia, Capezzano, Coperchia, Cologna